# Солейман Сефі
Солейман Сефі, Сефі II, Солейман I (*'1648 — 29 липня 1694) — шах Ірану в 1666—1694.

## Життєпис
Повне ім'я Солейман Абу аль-Хусейні аль-Мусаві Сам Мірза бін Султан Мухаммед Мірза Сефеві.

### Молоді роки
Походив з династії Сефевідів. Старший син Аббаса II, шаха Ірану, та черкеської наложниці Накіхат-ханум. Народився у 1648. При народженні отримав ім'я Сам Мірза. Виховувався під наглядом азербайджанського євнуха Агі-Назіра. Тому спочатку вивчив азербайджанську, потім фарсі.
У 1666 помер Аббас II, не назвавши спадкоємця. Між опікунами шахзаде (принців) почалася боротьба щодо того, хто з синів померлого шаха повинен зійти на трон. Зрештою Сам Мірза переміг молодшого брата Хамзу Мірзу.

### Володарювання
При сходженні на трон прийняв ім'я Сефі II. Усі сановники попередника залишилися на своїх посадах. У 1667 році в Ширазі стався потужний землетрус, що завдав суттєвого економічного удару місцині. Того ж року в Ширвані почалася моровиці, а збережжя Гіляні, Мазандерану та Астрабаду почав спустошувати загін донських козаків на чолі зі Степаном Разіним.
Після цих невдач придворні астрологи заявили, що церемонія сходження на трон відбулася у невдалий час. Нова церемонія пройшла 20 березня 1668 році, під час якої шах взяв інше ім'я — Солейман I. Того ж року до англійського короля Вільгельма III Оранського було відправлено посольства з наміром найняти майстрів, яке повернулося до Ірану в 1669.
Після низки успішних та енергійних володарів Солейман Сефі став першим шахом, що передав управління євнухам та сановникам, а сам поринув у розваги. Це в свою чергу призвело до зростання рівня корупції та послаблення війська. У той же час доходи держави збільшилися завдяки запровадженню нових податків та підвищенню рівня податків на землеробів та ремісників. Такі уряду шахського уряду призвели до початку численних повстань у містах та сільській місцевості.
Шах став намагатися поліпшити ситуацію, для чого став підбирати візира, зрештою призначив Анджі Алі-хана. Водночас почав активно втручатися у справи Картлійського царства. У 1675 році викликав до Ісфагану Вахтанга V, царя Картлі. Після смерті останнього того ж року шах тривалий час вагався кого обрати наступником Вахтанга V. Зрештою затвердив Георгія XI
Наприкінці 1670-х вимушений був протистояти нападам узбеків на Хорасан, а калмиків на Ширван. З огляду на це у 1683 році не наважився розпочати війну з Османською імперією, незважаючи на поразки останньої у війні проти Священної ліги (Священна Римська імперія, Реч Посполита, Венеція).
У 1688 повстав Георгій XI, цар Картлі, але іранські війська швидко його повалили, а Солейман Сефі поставив царем Іраклія I. Водночас знову почастішали набіги узбеків на прикордоння держави, відновилися повстання селян.
У 1691 Георгій XI прибув до Картлі, де очолив повстання. Втім іранці надали допомогу Іраклію I, який зумів зберегти владу. Боротьба з повсталими грузинами тривала до самої смерті шаха. Водночас почалося повстання серед курдських емірів, а белуджи почала напади на провінцію Керман.
У 1691 відправлено посольство до дансько-норвезького короля Кристіана V зі скаргою на піратські дії в аравійському морі кораблів Данської Ост-Індської компанії, який захопили іранські товари. Проте посольства не мало результату.
Помер у 1694 від подагри (або пияцтва). Перед смертю обрав спадкоємцями синів Солтана Хусейна та Аббаса Мірзу. Поховано Солеймана Сефі у родинній гробниці в Кумі.